# Manuel Schupp
Manuel Schupp (* 1959 in Baden-Baden) ist ein deutscher Architekt.

## Leben
Nach dem Studium der Architektur in Stuttgart und Zürich wurde er 1987 für James Stirling, Michael Wilford and Associates in London tätig. In der Schweiz hat Schupp mit den Architekten Bruno Reichlin, Fabio Reinhart und Santiago Calatrava gearbeitet. 1985 war er Preisträger des Steinernen Löwen der Architekturbiennale Venedig.
1990 eröffnete Manuel Schupp als Associate Partner des Londoner Büros eine Niederlassung in Stuttgart, das bis Juni 2015 unter Wilford Schupp Architekten firmierte. Im selben Jahr wurde Wilford Schupp Architekten zusammen mit dem Architekturbüro zsp architekten | peter vorbeck im neuen Unternehmen Orange Blu building solutions vereinigt. Die Geschäftsführung bilden Manuel Schupp, Peter Vorbeck, Thomas Kohler.
Manuel Schupp wurde 1999 in den Bund Deutscher Architekten (BDA) berufen, ist Mitglied des Städtebauausschusses der Stadt Stuttgart, des Auswahlausschusses der Studienstiftung des Deutschen Volkes, im Aufsichtsrat der Hochschule für Technik Stuttgart sowie Gründungsmitglied des Wirtschaftsverbandes ena - european network architecture e.V. 2013 gründete er zusammen mit Peter Vorbeck, Tankred Eckert und Jörg Lorenz das Unternehmen fritzP.

## Bauten und Entwürfe
- Britische Botschaft in Berlin
- Staatliche Hochschule für Musik und Darstellende Kunst Stuttgart
- Musikhochschule und Cinemaxx in Mannheim
- Produktions-, Logistik- und Verwaltungsgebäude der B. Braun AG in Melsungen
- Masterplanung, Produktions- und Verwaltungsgebäude der B. Braun AG in Vietnam und Malaysia
- Haus der Geschichte Baden-Württemberg in Stuttgart
- Sto-Fabrik in Stühlingen
- Bibliothek, Akademie und Besucherzentrum des Internationalen Gerichtshofs in Den Haag
- Erweiterungsbau der Musikhochschule Trossingen
- Umnutzung eines Institutsgebäudes zum Wohngebäude in Stuttgart
- Verwaltungsgebäude der Landesbank Baden-Württemberg in Karlsruhe
- Britische Botschaft in Tiflis
- Produktions- und Verwaltungsgebäude für die Aesculap AG in Tuttlingen